# Mustafá ibn Mahmud
Mustafá ibn Mahmud (árabe: أبو النخبة مصطفى باشا باي), Túnez, agosto de 1786-10 de octubre de 1837, La Goleta, fue bey de Túnez de la dinastía husaynita de Túnez de 1835 en 1837. 
Era hijo de Mahmud ibn Muhammad y el hermano pequeño de Al-Husayn II ibn Mahmud, y fue designado heredero por su hermano el 1824 sucediéndole cuando falleció en 20 de mayo de 1835. El 15 de diciembre siguiente fue nombrado general del ejército otomano. 
En febrero de 1837, bajo consejo del gran visir Sidi Rashid al-Shakir Sahib al-Taba hizo un censo de los jóvenes del AIS entre 10 y 25 años para reclutar-los para el ejército, la población de la ciudad , que hasta entonces estaba libre de servir al ejército, se enfureció, y se creó una gran tensión. Los notables hicieron saber que el proyecto violaba los privilegios tradicionales de los ciudadanos. El bey pero, mantenía su plan, y solo lo abandonó por una revuelta de las tribus del oeste del país, haciendo necesario el envío a la zona del ejército; suprimida la rebelión, el proyecto fue archivado. El instigador, el gran visir, fue ejecutado el 11 de septiembre de 1837 en el palacio del Bardo, el bey le acusó de conspirar contra la dinastía y contra su vida. Le sustituyó otro mameluco de nombre Mustafá Khaznadar, antiguo esclavo de origen griego, que tenía solo 21 años. 
Murió pocos días después, el 10 de octubre de 1837 y le sucedió su hijo Ahmad I ibn Mustafá.
| Predecesor: Al-Husayn II ibn Mahmud | Bey de Túnez 1835-1837 | Sucesor: Ahmad I ibn Mustafá |